# Artemisia verlotiorum
Assenzio dei fratelli Verlot (nome scientifico  Artemisia verlotiorum  Lamotte, 1876) è una specie di pianta angiosperma dicotiledone della famiglia delle Asteraceae (sottofamiglia Asteroideae, tribù Anthemideae (Asian-southern African grade) e sottotribù Artemisiinae).

## Etimologia
Il nome Artemisia, di etimologia incerta, è ricondotto alla dea greca della caccia Artemide, o secondo un'altra ipotesi alla regina Artemisia († 350 a.C.), succeduta sul trono di Caria al fratello e consorte Mausolo; si ipotizza inoltre un riferimento al greco artemes (“sano”), con allusione alle proprietà medicamentose delle piante del genere.. L'epiteto specifico (verlotiorum) è stato dato in onore dei botanici di Grenoble Verlot J.-B. (1816-1891) e B. (1836-1897).
Il nome scientifico della specie è stato definito dal botanico Martial Lamotte (1820-1883) nella pubblicazione " Compte Rendu de l'Association Française Pour l'Avancement des Sciences. Paris" (Compt. Rend. Assoc. Franc. Avancem. Sci. 5: 513) del 1876.

## Descrizione

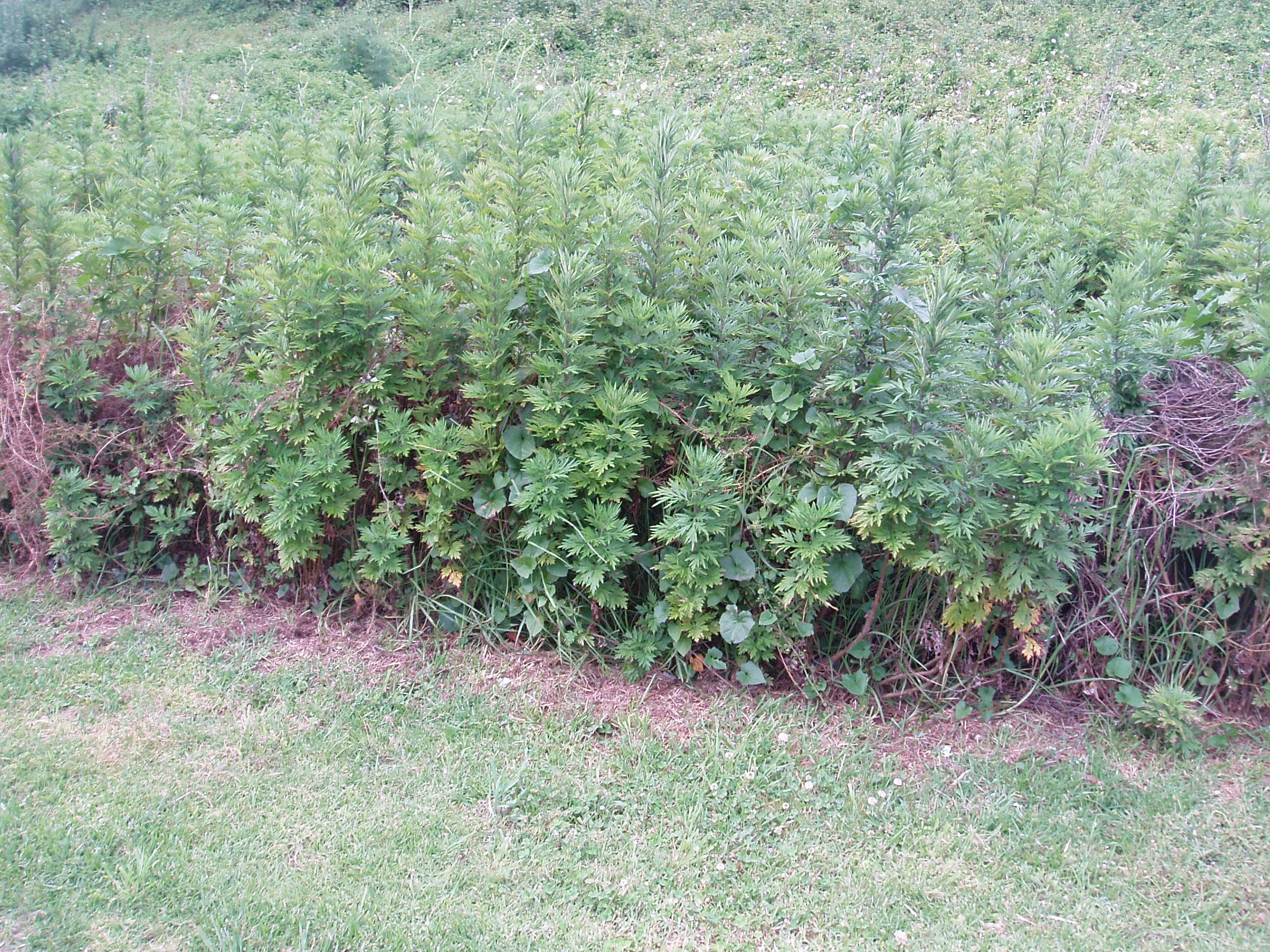
Il portamento

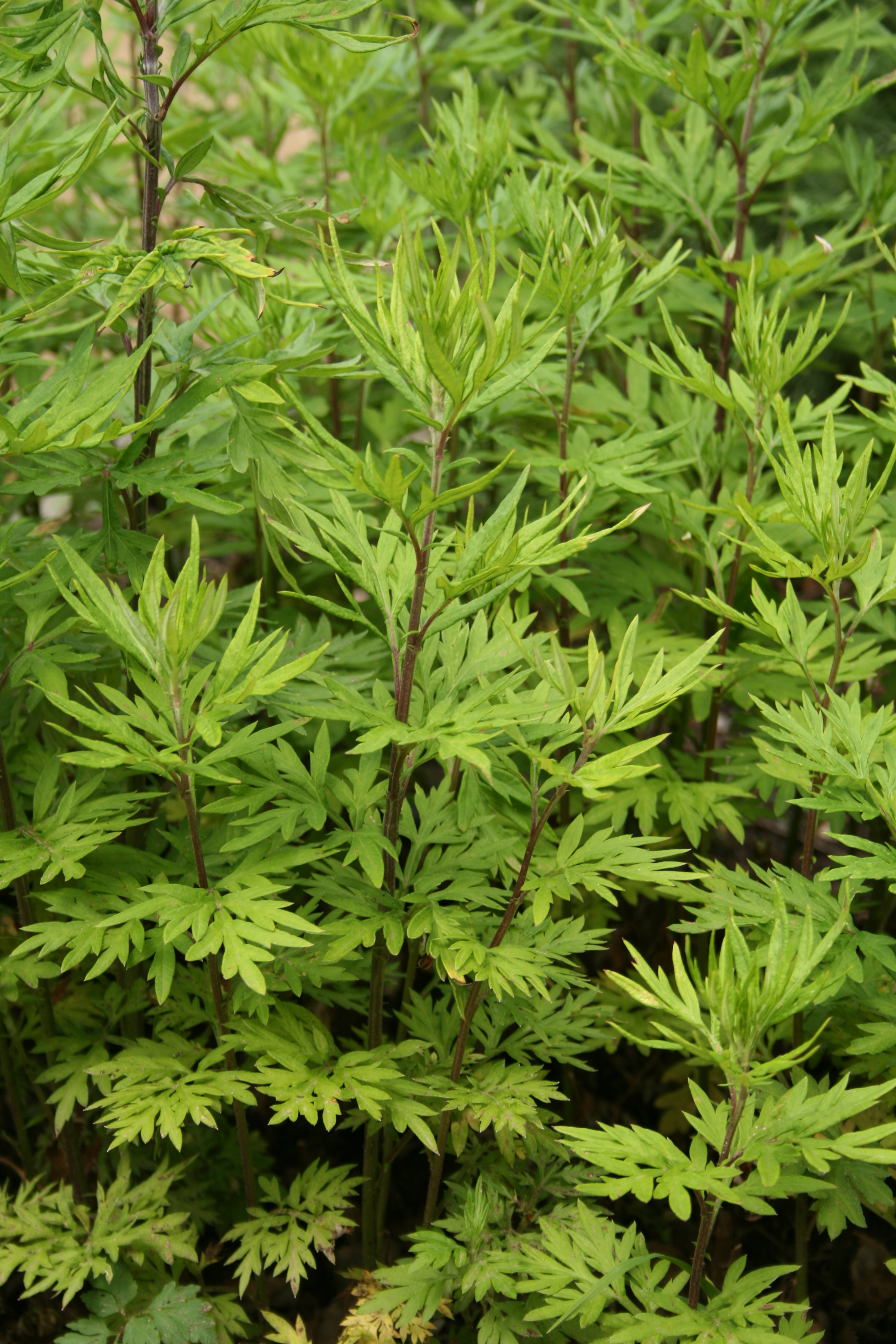
Le foglie

Portamento. La specie di questa voce ha un habitus di tipo erbaceo perenne. La forma biologica è emicriptofita scaposa (H scap), ossia in generale sono piante erbacee, a ciclo biologico perenne, con gemme svernanti al livello del suolo e protette dalla lettiera o dalla neve e sono dotate di un asse fiorale eretto e spesso privo di foglie; ma anche geofita rizomatosa (G rhiz), sono piante perenni erbacee che portano le gemme in posizione sotterranea; durante la stagione avversa non presentano organi aerei e le gemme si trovano in organi sotterranei come bulbi, tuberi e rizomi, fusti sotterranei dai quali, ogni anno, si dipartono radici e fusti aerei. Queste piante sono aromariche.
Radici. Le radici sono secondarie da rizoma.
Fusto. L'indumento consiste in brevi peli ghiandolari (medifissi o basifissi). Questa pianta può arrivare fino a 5 – 20 dm.
- Parte ipogea: la parte sotterranea consiste in un legnoso rizoma stolonifero orizzontale e strisciante.
- Parte epigea: la parte aerea del fusto è legnosa, eretta, striata, spiccatamente angolosa, molto ramosa e glabra e cresce fino a 2 metri in altezza. Il colore è rossastro.

Foglie. Le foglie sono di colore verde scuro e superficie glabra di sopra mentre la superficie inferiore è più chiara, quasi bianca-tomentosa con peli semplici. È molto aromatica ed emana un odore caratteristico, specialmente strofinando le foglie. Le foglie sono divise in strette lacinie; i segmenti delle foglie superiori sono interi (lacinie lineari molto lunghe).
Infiorescenza. Le sinflorescenze sono formate da piccoli capolini, a forma oblunga-ovata, raccolti in racemi unilaterali. Le infiorescenze vere e proprie sono composte da un capolino terminale peduncolato o sub-sessile di tipo disciforme. I capolini sono formati da un involucro, con forme ovoidali a campanulate, composto da 2 a 20 brattee, al cui interno un ricettacolo fa da base ai fiori del disco (quelli del raggio qui sono assenti). Le brattee, glabrescenti, con una forma da ovata a lanceolata e a consistenza erbacea, sono disposte in modo più o meno embricato su più serie. Il ricettacolo è nudo ossia senza pagliette a protezione della base dei fiori; la forma è piatta.
Fiori.  I fiori sono tetra-ciclici (formati cioè da 4 verticilli: calice – corolla – androceo – gineceo) e pentameri (calice e corolla formati da 5 elementi). Sono numerosi con forme brevemente tubulose (attinomorfe); sono ermafroditi. Possono essere divisi tra fiori solamente femminili e fiori bi-sessuali.
- Formula fiorale:

*/x K {\displaystyle \infty }, [C (5), A (5)], G 2 (infero), achenio
- Calice: i sepali del calice sono ridotti ad una coroncina di squame.

- Corolla: le corolle dei fiori periferici sono affusolate con lembi più o meno ligulati o filiformi; le corolle di quelli più centrali sono pentalobate a forma deltata. Il colore della corolla è verdastro-bruno; la corolla è ricoperta da fitti peli ghiandolari.

- Androceo: l'androceo è formato da 5 stami (alternati ai lobi della corolla) sorretti da filamenti generalmente liberi e sottili; gli stami sono connati e formano un manicotto circondante lo stilo. Le antere possono essere sia di tipo basifissa che medifissa (ossia attaccate al filamento per la base – nel primo caso; oppure in un punto intermedio – nel secondo caso).[12] Questa caratteristica ha valore tassonomico in quanto distingue i generi gli uni dagli altri. Normalmente le antere variano da ottuse (arrotondate) a leggermente appuntite alla base (o anche caudate); in alcune specie le appendici sono triangolari, lineari o ellittiche. Il tessuto endoteciale (rivestimento interno dell'antera) non è polarizzato. Il polline è sferico con un diametro medio di circa 25 micron;  è tricolporato (con tre aperture sia di tipo a fessura che tipo isodiametrica o poro) ed è più o meno echinato (con punte sporgenti).

- Gineceo: l'ovario è infero uniloculare formato da 2 carpelli. Lo stilo (il recettore del polline) è profondamente bifido (con due stigmi divergenti) e con le linee stigmatiche marginali separate o contigue. I due bracci dello stilo hanno una forma troncata e possono essere papillosi o ricoperti da ciuffi di peli.

- Antesi: fiorisce da ottobre a novembre.

Frutti.  Il frutto è un achenio sprovvisto di pappo. La forma varia da ellissoide a obovoide ed è compressa ai lati. La parte apicale è rotondeggiante e priva di corona. Il pericarpo può possedere (oppure no) delle cellule mucillaginifere, mentre le sacche di resina sono assenti. 

## Biologia
Impollinazione: tramite insetti (impollinazione entomogama tramite farfalle diurne e notturne).

Riproduzione: la fecondazione avviene fondamentalmente tramite l'impollinazione dei fiori.

Dispersione: i semi cadono a terra e vengono dispersi soprattutto da insetti come formiche (disseminazione mirmecoria). Un altro tipo di dispersione è zoocoria: gli uncini delle brattee dell'involucro (se presenti) si agganciano ai peli degli animali di passaggio che portano così i semi anche su lunghe distanze. Inoltre per merito del pappo (se presente) il vento può trasportare i semi anche per alcuni chilometri (disseminazione anemocora).

## Distribuzione e habitat

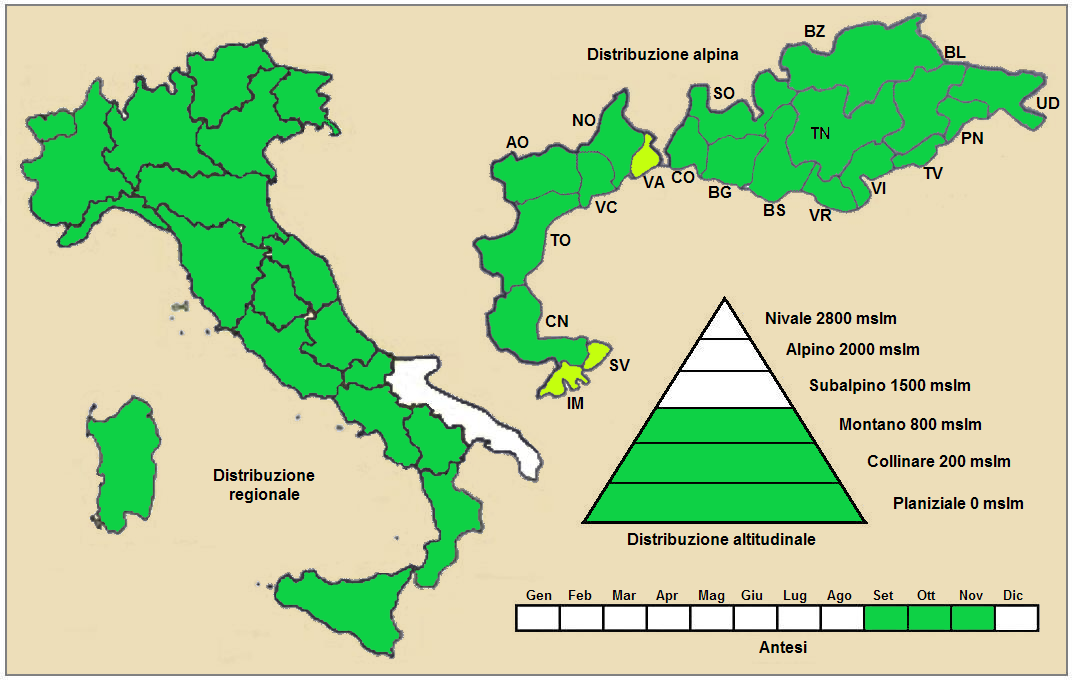
Distribuzione della pianta (Distribuzione regionale – Distribuzione alpina)

Geoelemento: il tipo corologico (area di origine) è  Asiatico Orientale . Questa specie si è naturalizzata alla fine del'Ottocento.
Distribuzione: in Italia questa specie si trova comunemente al Nord e al Centro (altrove meno spesso). Fuori dall'Italia, sempre nelle Alpi, questa specie si trova in Francia, Svizzera, Austria e Slovenia. Sugli altri rilievi collegati alle Alpi è presente nella Foresta Nera, Massiccio del Giura, Massiccio Centrale e Pirenei. Altrove si trova in Asia orientale.
Habitat: l'habitat preferito per queste piante sono i fanghi, le radure dei boschi e alvei fluviali. Il substrato preferito è calcareo ma anche siliceo con pH neutro, alti valori nutrizionali del terreno che deve essere mediamente umido. 
Distribuzione altitudinale: sui rilievi alpini, in Italia, queste piante si possono trovare fino a 600 m s.l.m.; nelle Alpi frequentano quindi i seguenti piani vegetazionali: collinare, montano e in parte quello subalpino (oltre a quello planiziale). 

## Fitosociologia
Dal punto di vista fitosociologico alpino la specie di questa voce appartiene alla seguente comunità vegetale:
Formazione: delle comunità perenni nitrofile
Classe: Artemisietea vulgaris

## Sistematica
La famiglia di appartenenza di questa voce (Asteraceae o Compositae, nomen conservandum) probabilmente originaria del Sud America, è la più numerosa del mondo vegetale, comprende oltre 23.000 specie distribuite su 1.535 generi, oppure 22.750 specie e 1.530 generi secondo altre fonti (una delle checklist più aggiornata elenca fino a 1.679 generi). La famiglia attualmente (2021) è divisa in 16 sottofamiglie; la sottofamiglia Asteroideae è una di queste e rappresenta l'evoluzione più recente di tutta la famiglia.

### Filogenesi
Il gruppo di questa voce è descritto nella tribù Anthemideae, una delle 21 tribù della sottofamiglia Asteroideae). In base alle ultime ricerche nella tribù sono stati individuati (provvisoriamente) 4 principali lignaggi (o cladi); il genere  Artemisia (insieme alla sottotribù Artemisiinae) è incluso nel clade Asian-southern African grade.
Attualmente il genere, nell'ambito della flora spontanea italiana, è suddiviso in quattro sezioni e alcune sottosezioni. La specie di questa voce appartiene alla "Sezione I" caratterizzata dai fiori del disco ermafroditi, dal ricettacolo glabro o squamoso con forma di un disco, e alla "Sottosezione B" caratterizzata dalle foglie sono verdi di sopra e bianco-tomentose di sotto. Altre specie della stessa sezione: Artemisia vulgaris L. (Assenzio selvatico) e Artemisia abrotanum  L. (Abrotano).
Più in generale (in base ad una analisi completa del genere) la specie di questa voce appartiene al sottogenere Artemisia (vedi "clade 8") caratterizzato da cicli biologici annuali, biennali o perenni con portamenti subarbustivi, da foglie pennate, medie, da siflorescenze a pannocchie o racemi e da capolini eterogami disciformi con ricettacolo pubescente oppure eterogami disciformi.
I caratteri distintivi della specie  Artemisia verlotiorum sono:
- il portamento è erbaceo perenne;
- la pianta è stolonifera (stoloni orizzontali striscianti);
- i segmenti delle foglie superiori sono interi (lacinie lineari molto lunghe).

Il numero cromosomico delle specie di questa voce è: 2n = 54.

### Sinonimi
Sono elencati alcuni sinonimi per questa entità:
- Artemisia vulgaris subsp. verlotiorum (Lamotte) Bonnier
- Artemisia vulgaris f. serratifolia Regel